# Nothobranchius rubripinnis
Nothobranchius rubripinnis är en fiskart som beskrevs av Seegers, 1986. Nothobranchius rubripinnis ingår i släktet Nothobranchius och familjen Nothobranchiidae. IUCN kategoriserar arten globalt som sårbar. Inga underarter finns listade i Catalogue of Life.